# Weltreiterspiele

Die Deutsche Post AG hat am 9. Februar 2006 Zuschlagsbriefmarken Für den Sport ausgegeben. Darunter auch eine Marke, die auf die Pferdesport-WM 2006 in Aachen hinweist. Hier mit Ersttagsstempel aus Berlin.

Die Weltreiterspiele (World Equestrian Games) waren die durch die FEI ausgetragenen gemeinsamen Weltmeisterschaften in sechs bis acht Disziplinen des Pferdesports. Seit 1990 wurden sie für die sechs Pferdesportarten Dressurreiten, Springreiten, Vielseitigkeitsreiten, Distanzreiten, Voltigieren und Fahren gleichzeitig an einem Ort ausgerichtet. Bis dahin wurden die Weltmeisterschaften der Einzeldisziplinen in separaten Veranstaltungen durchgeführt.
2002 kam als siebte Sportart bei den Weltreiterspielen das Reining (die „Western-Dressur“) hinzu, 2010 die Dressurwettbewerbe für Reiter mit Behinderung.
Die Weltreiterspiele waren insbesondere für die nichtolympischen Disziplinen eine Möglichkeit, öffentliche Aufmerksamkeit weit über das sonst übliche Maß für ihre Sportart zu bekommen. Die Anforderung, zeitgleich für so viele Pferde, menschliche Sportler und Zuschauer Unterkünfte, Trainings- und Sportstätten bereitzustellen überforderte jedoch die meisten Veranstalter. Dadurch kam es zu finanziellen und organisatorischen Problemen. Daher fanden sich in den 2010er Jahren kaum noch Bewerber für mögliche Weltreiterspiele.

## Stockholm 1990
Die ersten Weltreiterspiele fanden 1990 in Stockholm statt.

### Medaillenspiegel

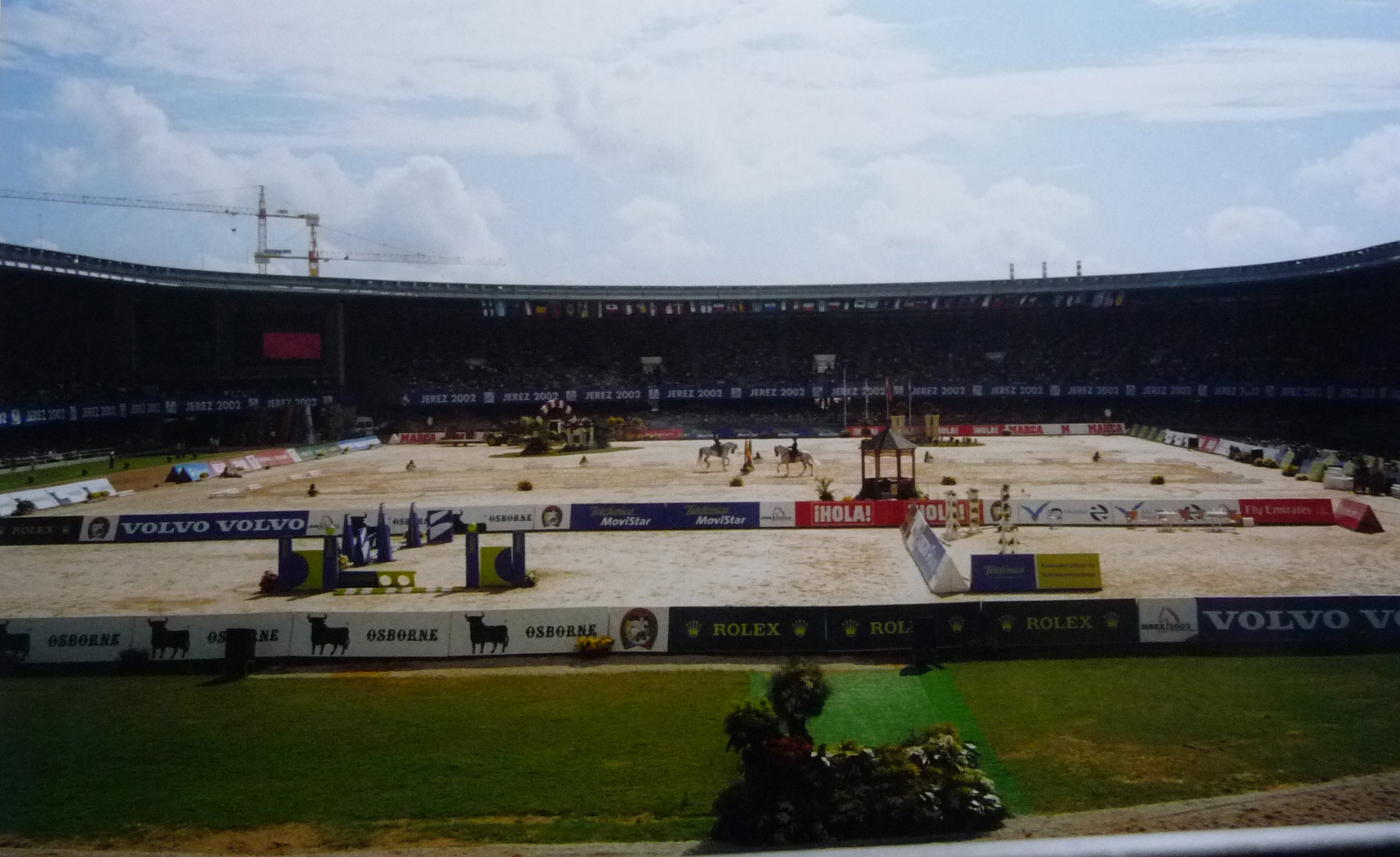
Schauvorführung bei den Weltreiterspielen 2002

| Disziplin            | Gold                   | Silber                 | Bronze                 |
| -------------------- | ---------------------- | ---------------------- | ---------------------- |
| Einzelwertung        |                        |                        |                        |
| Springen             | Éric Navet             | John Whitaker          | Hubert Bourdy          |
| Dressur              | Nicole Uphoff          | Kyra Kyrklund          | Monica Theodorescu     |
| Vielseitigkeit       | Blyth Tait             | Ian Stark              | Bruce Davidson         |
| Fahren               | Tomas Eriksson         | Jozsef Bozsik          | –                      |
| Voltigieren (Herren) | Michael Lehner         | Christoph Lensing      | Dietmar Otto           |
| Voltigieren (Damen)  | Silke Bernhard         | Silke Michelberger     | Ute Schönian           |
| Distanzreiten        | Becky Hart             | Jane Donovan           | June Petersen          |
| Mannschaftswertung   |                        |                        |                        |
| Springen             | Frankreich             | Deutschland            | Vereinigtes Königreich |
| Dressur              | Deutschland            | Sowjetunion            | Schweiz                |
| Vielseitigkeit       | Neuseeland             | Vereinigtes Königreich | Deutschland            |
| Fahren               | Schweden               | Ungarn                 | –                      |
| Voltigieren          | Schweiz                | Deutschland            | Vereinigte Staaten     |
| Distanzreiten        | Vereinigtes Königreich | Belgien                | Spanien                |

| Rang | Land                   | Gold | Silber | Bronze | Gesamt |
| ---- | ---------------------- | ---- | ------ | ------ | ------ |
| 1    | Deutschland            | 4    | 4      | 4      | 12     |
| 2    | Frankreich             | 2    |        | 1      | 3      |
| 3    | Neuseeland             | 2    |        |        | 2      |
|      | Schweden               | 2    |        |        | 2      |
| 5    | Vereinigtes Königreich | 1    | 4      | 1      | 6      |
| 6    | Vereinigte Staaten     | 1    |        | 2      | 3      |
| 7    | Schweiz                | 1    |        | 1      | 2      |
| 8    | Ungarn                 |      | 2      |        | 2      |
| 9    | Finnland               |      | 1      |        | 1      |
|      | Sowjetunion            |      | 1      |        | 1      |
|      | Belgien                |      | 1      |        | 1      |
| 12   | Spanien                |      |        | 1      | 1      |
|      | Australien             |      |        | 1      | 1      |

## Den Haag 1994
Die zweiten Weltreiterspiele fanden 1994 in Den Haag statt. Das öffentliche Interesse fiel jedoch entgegen den Erwartungen der Veranstalter gering aus.

### Medaillenspiegel
| Disziplin            | Gold                   | Silber            | Bronze             |
| -------------------- | ---------------------- | ----------------- | ------------------ |
| Einzelwertung        |                        |                   |                    |
| Springen             | Franke Sloothaak       | Michel Robert     | Sören von Rönne    |
| Dressur (Special)    | Isabell Werth          | Nicole Uphoff     | Sven Rothenberger  |
| Dressur (Kür)        | Anky van Grunsven      | Klaus Balkenhol   | Karin Rehbein      |
| Vielseitigkeit       | Vaughn Jefferis        | Dorothy Trapp     | Karen Dixon        |
| Fahren               | Michael Freund         | George Bowman     | IJsbrand Chardon   |
| Voltigieren (Herren) | Thomas Fiskbaek        | Christoph Lensing | Thomas Föcking     |
| Voltigieren (Damen)  | Tanja Benedetto        | Kerith Lemon      | Mieke Lorentz      |
| Distanzreiten        | Valerie Kanavy         | Dennis Pesce      | Stéphane Fleury    |
| Mannschaftswertung   |                        |                   |                    |
| Springen             | Deutschland            | Frankreich        | Schweiz            |
| Dressur              | Deutschland            | Niederlande       | Vereinigte Staaten |
| Vielseitigkeit       | Vereinigtes Königreich | Frankreich        | Deutschland        |
| Fahren               | Deutschland            | Belgien           | Niederlande        |
| Voltigieren          | Schweiz                | Deutschland       | Schweden           |
| Distanzreiten        | Frankreich             | Spanien           | Australien         |

| Rang | Land                   | Gold | Silber | Bronze | Gesamt |
| ---- | ---------------------- | ---- | ------ | ------ | ------ |
| 1    | Deutschland            | 7    | 4      | 5      | 16     |
| 2    | Frankreich             | 1    | 4      | 1      | 6      |
| 3    | Vereinigte Staaten     | 1    | 2      | 1      | 4      |
| 4    | Niederlande            | 1    | 1      | 3      | 5      |
| 5    | Vereinigtes Königreich | 1    | 1      | 1      | 3      |
| 6    | Schweiz                | 1    |        | 1      | 2      |
| 7    | Neuseeland             | 1    |        |        | 1      |
|      | Dänemark               | 1    |        |        | 1      |
| 9    | Belgien                |      | 1      |        | 1      |
|      | Spanien                |      | 1      |        | 1      |
| 11   | Schweden               |      |        | 1      | 1      |
|      | Australien             |      |        | 1      | 1      |

## Rom 1998
Die Weltreiterspiele 1998 sollten ursprünglich in Dublin stattfinden, wurden schließlich aber nach Rom verlegt. Nach den vom Medieninteresse her enttäuschenden Spielen in Den Haag vier Jahre zuvor wurden die Spiele in Rom wieder erfolgreicher.

### Medaillenspiegel
| Disziplin            | Gold           | Silber             | Bronze                 |
| -------------------- | -------------- | ------------------ | ---------------------- |
| Einzelwertung        |                |                    |                        |
| Springen             | Rodrigo Pessoa | Thierry Pomel      | Franke Sloothaak       |
| Dressur              | Isabell Werth  | Anky van Grunsven  | Ulla Salzgeber         |
| Vielseitigkeit       | Blyth Tait     | Mark Todd          | Paula Törnqvist        |
| Fahren               | Werner Ulrich  | Michael Freund     | Ton Monhemius          |
| Voltigieren (Herren) | Devon Maitozo  | Matthias Lang      | Henrik Ossenbrink      |
| Voltigieren (Damen)  | Nadia Zülow    | Kerith Lemon       | Janine Oswald          |
| Distanzreiten        | Valerie Kanavy | Fausto Fiorucci    | Daisuke Yasunaga       |
| Mannschaftswertung   |                |                    |                        |
| Springen             | Deutschland    | Frankreich         | Vereinigtes Königreich |
| Dressur              | Deutschland    | Niederlande        | Schweden               |
| Vielseitigkeit       | Neuseeland     | Frankreich         | Vereinigtes Königreich |
| Fahren               | Niederlande    | Deutschland        | Schweden               |
| Voltigieren          | Deutschland    | Schweiz            | Vereinigte Staaten     |
| Distanzreiten        | Neuseeland     | Vereinigte Staaten | Australien             |

| Rang | Land                   | Gold | Silber | Bronze | Gesamt |
| ---- | ---------------------- | ---- | ------ | ------ | ------ |
| 1    | Deutschland            | 5    | 2      | 3      | 10     |
| 2    | Neuseeland             | 3    | 1      |        | 4      |
| 3    | Vereinigte Staaten     | 2    | 2      | 1      | 5      |
| 4    | Niederlande            | 1    | 2      | 1      | 4      |
| 5    | Schweiz                | 1    |        | 1      | 2      |
| 6    | Brasilien              | 1    |        |        | 1      |
| 7    | Frankreich             |      | 4      |        | 4      |
| 8    | Italien                |      | 1      |        | 1      |
| 9    | Schweden               |      |        | 4      | 4      |
| 10   | Vereinigtes Königreich |      |        | 2      | 2      |
| 11   | Japan                  |      |        | 1      | 1      |
|      | Australien             |      |        | 1      | 1      |

## Jerez 2002
2002 wurde in Jerez de la Frontera erstmals eine siebte Disziplin, das Reining, eingeführt.

### Medaillenspiegel
| Disziplin            | Gold                             | Silber               | Bronze                 |
| -------------------- | -------------------------------- | -------------------- | ---------------------- |
| Einzelwertung        |                                  |                      |                        |
| Springen             | Dermott Lennon                   | Éric Navet           | Peter Wylde            |
| Dressur              | Nadine Capellmann                | Beatriz Ferrer-Salat | Ulla Salzgeber         |
| Vielseitigkeit       | Jean Teulère                     | Jeanette Brakewell   | Piia Pantsu            |
| Fahren               | IJsbrand Chardon                 | Christoph Sandmann   | Tomas Eriksson         |
| Voltigieren (Herren) | Matthias Lang                    | Gero Meyer           | Devon Maitozo          |
| Voltigieren (Damen)  | Nadia Zülow                      | Rikke Laumann        | Ines Jückstock         |
| Distanzreiten        | Sheikh Ahmed Bin Mohd Al Maktoum | Antonio Rosi         | Sunny Demedy           |
| Reining              | Shawn Flarida                    | Tom McCutcheon       | Shawna Sapergia        |
| Mannschaftswertung   |                                  |                      |                        |
| Springen             | Frankreich                       | Schweden             | Belgien                |
| Dressur              | Deutschland                      | Vereinigte Staaten   | Spanien                |
| Vielseitigkeit       | Vereinigte Staaten               | Frankreich           | Vereinigtes Königreich |
| Fahren               | Niederlande                      | Vereinigte Staaten   | Deutschland            |
| Voltigieren          | Deutschland                      | Schweiz              | Schweden               |
| Distanzreiten        | Frankreich                       | Italien              | Australien             |
| Reining              | Vereinigte Staaten               | Kanada               | Italien                |

| Rang | Land                   | Gold | Silber | Bronze | Gesamt |
| ---- | ---------------------- | ---- | ------ | ------ | ------ |
| 1    | Deutschland            | 4    | 2      | 3      | 9      |
| 2    | Frankreich             | 4    | 2      | 1      | 7      |
| 3    | Vereinigte Staaten     | 3    | 3      | 2      | 8      |
| 4    | Niederlande            | 2    |        |        | 2      |
| 5    | Irland                 | 1    |        |        | 1      |
|      | VAE                    | 1    |        |        | 1      |
| 7    | Italien                |      | 2      | 1      | 3      |
| 8    | Schweden               |      | 1      | 2      | 3      |
| 9    | Kanada                 |      | 1      | 1      | 2      |
|      | Vereinigtes Königreich |      | 1      | 1      | 2      |
|      | Spanien                |      | 1      | 1      | 2      |
| 12   | Dänemark               |      | 1      |        | 1      |
|      | Schweiz                |      | 1      |        | 1      |
| 14   | Australien             |      |        | 1      | 1      |
|      | Belgien                |      |        | 1      | 1      |
|      | Finnland               |      |        | 1      | 1      |

## Aachen 2006
Die Weltreiterspiele 2006 fanden vom 20. August bis 3. September in Aachen statt.

### Medaillenspiegel
| Disziplin            | Gold                 | Silber                 | Bronze                     |
| -------------------- | -------------------- | ---------------------- | -------------------------- |
| Einzelwertung        |                      |                        |                            |
| Springen             | Jos Lansink          | Beezie Madden          | Meredith Michaels-Beerbaum |
| Dressur (Special)    | Isabell Werth        | Anky van Grunsven      | Andreas Helgstrand         |
| Dressur (Kür)        | Anky van Grunsven    | Andreas Helgstrand     | Isabell Werth              |
| Vielseitigkeit       | Zara Phillips        | Clayton Frederick      | Amy Tyron                  |
| Fahren               | Felix Marie Brasseur | IJsbrand Chardon       | Christoph Sandmann         |
| Voltigieren (Herren) | Kai Vorberg          | Gero Meyer             | Ladislav Majdlen           |
| Voltigieren (Damen)  | Megan Benjamin       | Katharina Faltin       | Nicola Ströh               |
| Distanzreiten        | Miguel Vila Ubach    | Virginie Atger         | Elodie Le Labourier        |
| Reining              | Duane Latimer        | Tim McQuay             | Aaron Ralston              |
| Mannschaftswertung   |                      |                        |                            |
| Springen             | Niederlande          | Vereinigte Staaten     | Deutschland                |
| Dressur              | Deutschland          | Niederlande            | Vereinigte Staaten         |
| Vielseitigkeit       | Deutschland          | Vereinigtes Königreich | Australien                 |
| Fahren               | Deutschland          | Belgien                | Niederlande                |
| Voltigieren          | Deutschland          | Vereinigte Staaten     | Österreich                 |
| Distanzreiten        | Frankreich           | Schweiz                | Portugal                   |
| Reining              | Vereinigte Staaten   | Kanada                 | Italien                    |

| Rang | Land                   | Gold | Silber | Bronze | Gesamt |
| ---- | ---------------------- | ---- | ------ | ------ | ------ |
| 1    | Deutschland            | 6    | 1      | 5      | 12     |
| 2    | Vereinigte Staaten     | 2    | 4      | 3      | 9      |
| 3    | Niederlande            | 2    | 3      | 1      | 6      |
| 4    | Belgien                | 2    | 1      |        | 3      |
| 5    | Frankreich             | 1    | 1      | 1      | 3      |
| 6    | Vereinigtes Königreich | 1    | 1      |        | 2      |
|      | Kanada                 | 1    | 1      |        | 2      |
| 8    | Spanien                | 1    |        |        | 1      |
| 9    | Österreich             |      | 1      | 1      | 2      |
|      | Dänemark               |      | 1      | 1      | 2      |
|      | Australien             |      | 1      | 1      | 2      |
| 12   | Schweiz                |      | 1      |        | 1      |
| 13   | Portugal               |      |        | 1      | 1      |
|      | Italien                |      |        | 1      | 1      |
|      | Slowakei               |      |        | 1      | 1      |

## Kentucky 2010
Die Weltreiterspiele 2010 fanden vom 25. September bis 10. Oktober in Lexington, Kentucky statt. Als eine weitere Disziplin kamen erstmals die Dressurwettbewerbe für Reiter mit Behinderung zum Programm hinzu.

### Medaillenspiegel
| Disziplin                                                      | Gold                          | Silber                                 | Bronze                                |
| -------------------------------------------------------------- | ----------------------------- | -------------------------------------- | ------------------------------------- |
| Einzelwertung                                                  |                               |                                        |                                       |
| Springen                                                       | Philippe Le Jeune             | Abdullah al-Sharbatly                  | Eric Lamaze                           |
| Dressur (Special)                                              | Edward Gal                    | Laura Bechtolsheimer                   | Steffen Peters                        |
| Dressur (Kür)                                                  | Edward Gal                    | Laura Bechtolsheimer                   | Steffen Peters                        |
| Vielseitigkeit                                                 | Michael Jung                  | William Fox-Pitt                       | Andrew Nicholson                      |
| Fahren                                                         | Boyd Exell                    | IJsbrand Chardon                       | Tucker Johnson                        |
| Voltigieren (Herren)                                           | Patric Looser                 | Kai Vorberg                            | Nicolas Andréani                      |
| Voltigieren (Damen)                                            | Joanne Eccles                 | Antje Hill                             | Simone Wiegele                        |
| Distanzreiten                                                  | Maria Mercedes Alvarez Ponton | Scheich Muhammad bin Raschid Al Maktum | Scheich Hamdan bin Muhammad Al Maktum |
| Reining                                                        | Tom McCutcheon                | Craig Schmersal                        | Duane Latimer                         |
| Dressur der Reiter mit Behinderung, Grade Ia Championshiptest  | Sophie Christiansen           | Anne Dunham                            | Emma Sheardown                        |
| Dressur der Reiter mit Behinderung, Grade Ia Kür               | Emma Sheardown                | Sophie Christiansen                    | Anne Dunham                           |
| Dressur der Reiter mit Behinderung, Grade Ib Championshiptest  | Lee Pearson                   | Ricky Balshaw                          | Jens Lasse Dokkan                     |
| Dressur der Reiter mit Behinderung, Grade Ib Kür               | Lee Pearson                   | Stinna Tange Kaastrup                  | Katja Karjalainen                     |
| Dressur der Reiter mit Behinderung, Grade II Championshiptest  | Petra van de Sande            | Britta Näpel                           | Caroline Cecilie Nielsen              |
| Dressur der Reiter mit Behinderung, Grade II Kür               | Deutschland                   | Gert Bolmer                            | Jo Pitt                               |
| Dressur der Reiter mit Behinderung, Grade III Championshiptest | Hannelore Brenner             | Annika Lykke Dalskov                   | Sharon Jarvis                         |
| Dressur der Reiter mit Behinderung, Grade III Kür              | Hannelore Brenner             | Annika Lykke Dalskov                   | Sharon Jarvis                         |
| Dressur der Reiter mit Behinderung, Grade IV Championshiptest  | Sophie Wells                  | Frank Hosmar                           | Henrik Weber Sibbesen                 |
| Dressur der Reiter mit Behinderung, Grade IV Kür               | Sophie Wells                  | Michèle George                         | Frank Hosmar                          |
| Mannschaftswertung                                             |                               |                                        |                                       |
| Springen                                                       | Deutschland                   | Frankreich                             | Belgien                               |
| Dressur                                                        | Niederlande                   | Vereinigtes Königreich                 | Deutschland                           |
| Vielseitigkeit                                                 | Vereinigtes Königreich        | Kanada                                 | Neuseeland                            |
| Fahren                                                         | Niederlande                   | Vereinigte Staaten                     | Deutschland                           |
| Voltigieren                                                    | Vereinigte Staaten            | Deutschland                            | Österreich                            |
| Distanzreiten                                                  | Vereinigte Arabische Emirate  | Frankreich                             | Deutschland                           |
| Reining                                                        | Vereinigte Staaten            | Belgien                                | Italien                               |
| Dressur der Reiter mit Behinderung                             | Vereinigtes Königreich        | Deutschland                            | Dänemark                              |

| Rang | Land                         | Gold | Silber | Bronze | Gesamt |
| ---- | ---------------------------- | ---- | ------ | ------ | ------ |
| 1    | Großbritannien               | 9    | 7      | 3      | 19     |
| 2    | Deutschland                  | 5    | 5      | 4      | 14     |
| 3    | Niederlande                  | 5    | 3      | 1      | 9      |
| 4    | Vereinigte Staaten           | 3    | 2      | 3      | 8      |
| 5    | Belgien                      | 1    | 2      | 1      | 4      |
| 6    | Vereinigte Arabische Emirate | 1    | 1      | 1      | 3      |
| 7    | Australien                   | 1    |        | 2      | 3      |
| 8    | Spanien                      | 1    |        |        | 1      |
| 8    | Schweiz                      | 1    |        |        | 1      |
| 10   | Dänemark                     |      | 3      | 3      | 6      |
| 11   | Frankreich                   |      | 2      | 1      | 3      |
| 12   | Kanada                       |      | 1      | 2      | 3      |
| 13   | Saudi-Arabien                |      | 1      |        | 1      |
| 14   | Neuseeland                   |      |        | 2      | 2      |
| 15   | Italien                      |      |        | 1      | 1      |
| 15   | Finnland                     |      |        | 1      | 1      |
| 15   | Österreich                   |      |        | 1      | 1      |
| 15   | Norwegen                     |      |        | 1      | 1      |

## Normandie 2014
Die Weltreiterspiele 2014 fanden vom 23. August bis zum 7. September in der nordfranzösischen Region Basse-Normandie statt. Neu zum Programm der Weltreiterspiele hinzugekommen ist 2014 das Doppelvoltigieren (Pas de deux).
Als Hauptveranstaltungsort war die Stadt Caen. Der Wettbewerbe der Spring- und Dressurreiter wurden im Stade Michel-d’Ornano ausgetragen werden. Die Strecke der Distanzreiter befand sich in Sichtweite zur berühmten Klosterinsel Mont-Saint-Michel, die Vielseitigkeitsreiter traten zu Dressur und Geländeritt im Gestüt Haras du Pin an. In Saint Lô und Deauville wurden mit Horseball und Polo zwei Demonstrationssportarten ausgetragen.

## Tryon 2018
Am 9. Juni 2014 vergab die FEI die Weltreiterspiele 2018 an das kanadische Bromont. Austragungsstätte sollte der Bromont Olympic Equestrian Park sein, wo 1976 die meisten olympischen Reitsportwettbewerbe durchgeführt wurden. Im Juli 2016 wurde verkündet, dass die Veranstalter den Vertrag mit der FEI aus finanziellen Gründen auflösen müssen.
Die FEI vergab daher im November 2016 die Weltreiterspiele neu. Der Zuschlag ging nach North Carolina in den Vereinigten Staaten von Amerika. Durchgeführt wurden die Weltreiterspiele 2018 hier im Tryon International Equestrian Center in Mill Spring, gelegen im Polk County. Die Veranstaltung wurde vom 11. September bis zum 23. September 2018 ausgerichtet.

## Weltmeisterschaften 2022
Nach organisatorischen Problemen bei den letzten beiden Weltreiterspielen und Bewerbermangel aufgrund deutlicher finanzieller Probleme fast aller Ausrichter der bisherigen Weltmeisterschaften entschied die FEI, vom Konzept der Weltreiterspiele abzuweichen. Von den möglichen Veranstaltern wurde keine Multisport-Weltmeisterschaften in acht Disziplinen mehr verlangt.
Bei der FEI-Generalversammlung 2019 erhielt die dänische Stadt Herning den Zuschlag für gemeinsame Weltmeisterschaften im Springreiten, Voltigieren, Dressurreiten und Para-Dressurreiten. Die übrigen Disziplinen richten eigene Weltmeisterschaften aus, so im Vielseitigkeitsreiten und Vierspännerfahren in Pratoni del Vivaro im Gebiet der Stadt Rocca di Papa im Umland von Rom.

## Weltmeisterschaften 2026
Am 29. November 2023 gab die FEI-Generalversammlung in Mexiko bekannt, dass die Reitweltmeisterschaft 2026 nach 2006 erneut in Aachen stattfindet.